# Blessing Igbojionu
Blessing Igbojionu (26 de setembro de 1982) é uma ex-futebolista nigeriana que atuava como atacante.

## Carreira
Blessing Igbojionu integrou o elenco da Seleção Nigeriana de Futebol Feminino, nas Olimpíadas de 2004. 